# Háború a zidiótákkal
A Háború a zidiótákkal (The War with the Fnools) Philip K. Dick egyik novellája, amely először 1969-ben, a Galaxy magazin februári számában jelent meg. Magyarul a Lenn a sivár Földön című novelláskötetben olvasható.
|  | Alább a cselekmény részletei következnek! |

## Történet
A zidióták ismét megtámadták a Földet. Mint mindig, most is mindegyikük ugyanannak (jelen esetben ingatlanügynöknek) álcázta magát. Az egyetlen dolog, ami miatt mégis könnyen felismerhetőek maradtak a méretük: mindössze hatvan centi magasak. Ugyanakkor roppant veszélyesek, bármennyire is képtelenség komolyan venni őket. Hauk őrnagy vezetésével már többször is sikeresen legyőzték őket, így hát most is behozat egy zidiótát magához. Lightfoot el is megy, és hamarosan össze is szed két idegent. Azok a helikopterben arról panaszkodnak, hogy hiába a tökéletes álcázásuk, mindig lebuknak. Lightfoot dohányzás közben magyarázza el nekik, hogy ez a magasságuk miatt van. Az egyik zidióta meg akarja kóstolni Lightfoot cigarettáját, hátha attól olyan magasak az emberek. Ő nevetve odaadja, de meglepődve tapasztalja, hogy a kis lény a duplájára nőtt tőle. Közben Hauk őrnagy bevallja titkárnőjének, hogy egyáltalán nincs kedve a zidióták ellen harcolni, így együtt lemenekülnek az óvóhelyre, hátha ott túlélik a támadást, vinne is magával egy kis whiskyt, de az irodában felejti. Lenn úgy döntenek, érdemes átöltözni a sugárbiztos ruhába. Amikor a titkárnőn már szoknya sincs, Hauk úgy dönt, visszamegy az italért. Lightfoot az őrnagy irodájába vezeti a zidiótákat, akik megkaparintják a whiskyt, majd megisszák. Ettől újabb 60 centit nőnek, így már semmi sem különbözteti meg őket a normális emberektől. Ha lehetne még 60 centit növeszteni rajtuk… Közben megérkezik Hauk őrnagy, és az egyik zidiótát lelövi. A másik lemenekül az óvóhelyre. Amikor a két katona megérkezik, a titkárnő rohan védelmükbe, mögötte az immáron 240 centis zidiótával.